# Stotzheim
Pour les articles homonymes, voir Stotzheim (Euskirchen) et Stotzheim (Hürth).
Stotzheim [ʃtɔtsaim] est une commune française située dans la circonscription administrative du Bas-Rhin et, depuis le 1er janvier 2021, dans le territoire de la Collectivité européenne d'Alsace, en région Grand Est.
Cette commune se trouve dans la région historique et culturelle d'Alsace.

## Géographie

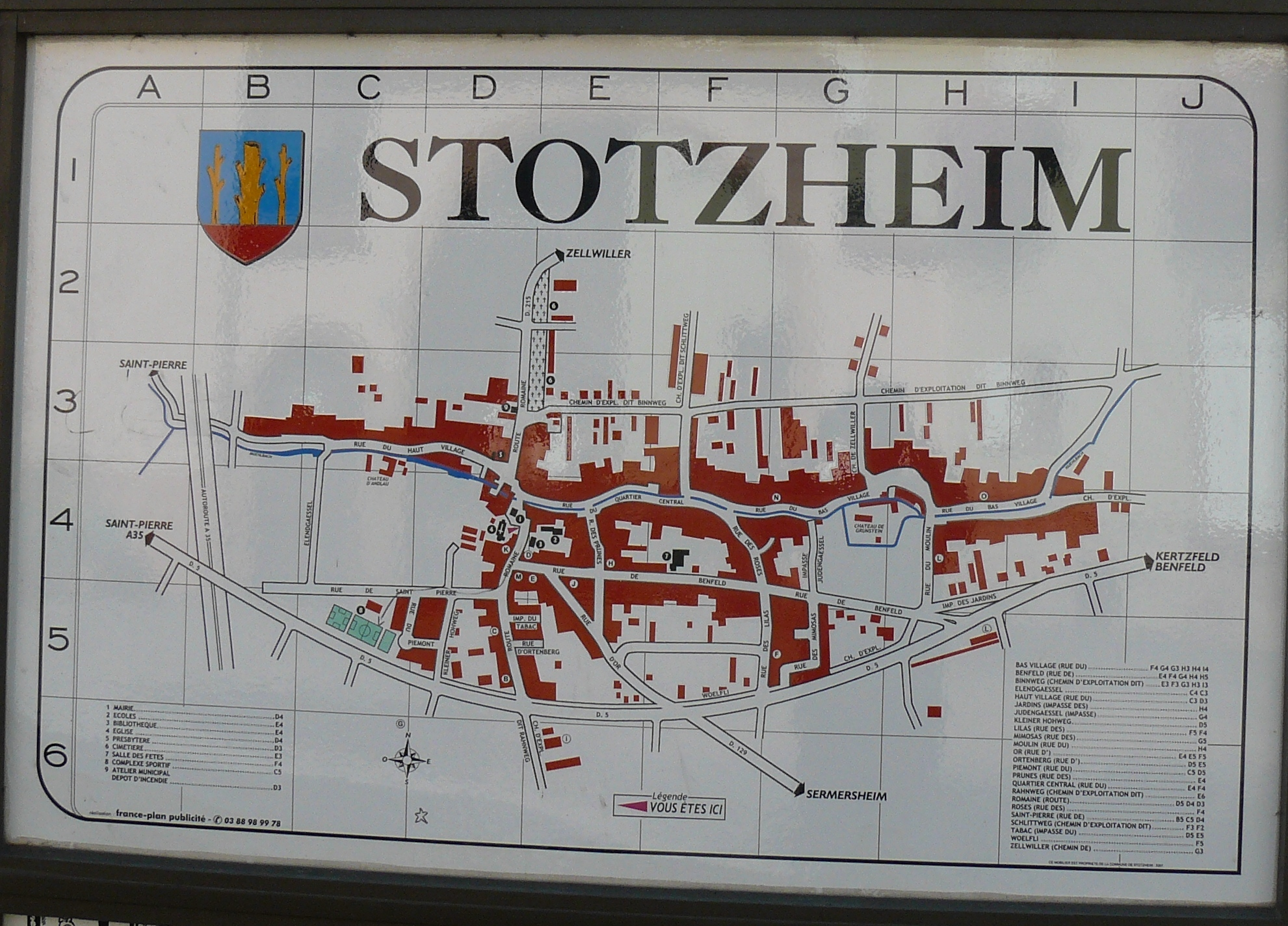
Plan du village de Stotzheim (Bas-Rhin).

### Localisation
Stotzheim est une commune faisant partie du canton de Barr et de l'arrondissement de Sélestat-Erstein, en France.
Les habitants sont appelés les Stotzheimois.
Villes et villages dans les environs de Stotzheim :
- le village de Saint-Pierre à 1 km du village de Stotzheim ;
- Gertwiller et Zellwiller à 2 km ;
- Bourgheim à 3 km ;
- Epfig et Barr à 4 km.

### Géologie et relief
La commune longe le Mühlbach, canal de dérivation de l'Andlau et est située dans la plaine.
- Hydrogéologie et climatologie : Système d’information pour la gestion de l’Aquifère rhénan :

Territoire communal : Occupation du sol (Corinne Land Cover); Cours d'eau (BD Carthage),
Géologie : Carte géologique; Coupes géologiques et techniques,
 Hydrogéologie : Masses d'eau souterraine; BD Lisa; Cartes piézométriques.

### Écarts et lieux-dits
- Lieu-dit « Kaesbuehl »[3].

### Sismicité
Commune située dans une zone de sismicité modérée.

### Hydrographie

#### Réseau hydrographique
La commune est dans le bassin versant du Rhin au sein du bassin Rhin-Meuse. Elle est drainée par l'Andlau, le ruisseau la Scheer, le ruisseau Schernetz, le ruisseau le Muhlbach de Stotzheim et le ruisseau Pflintzgraben,.
L'Andlau, d'une longueur de 42 km, prend sa source dans la commune de Le Hohwald et se jette  dans l'Ill à Illkirch-Graffenstaden, après avoir traversé 21 communes. 

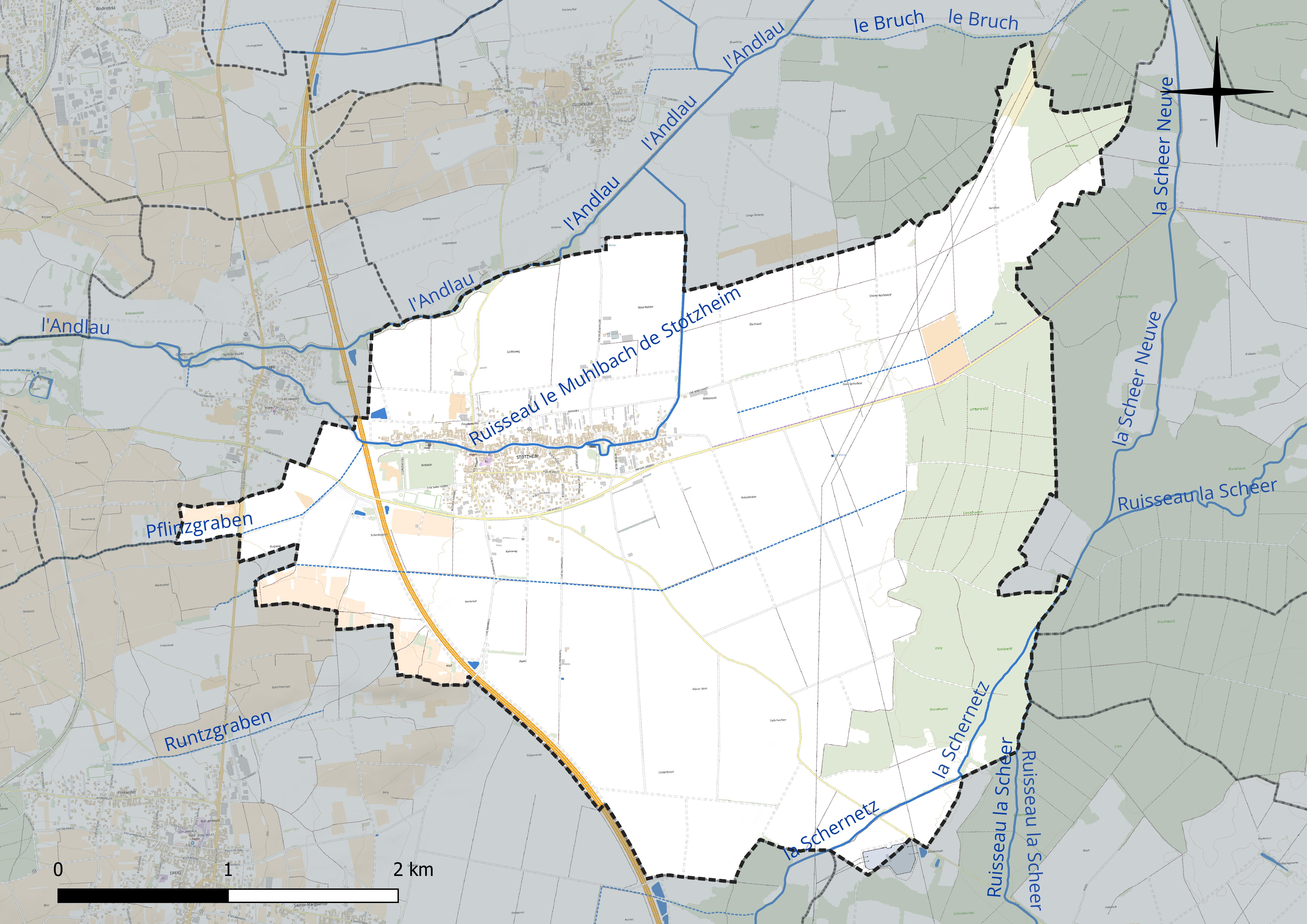
Réseau hydrographique de Stotzheim.

La Scheer, d'une longueur de 40 km, prend sa source dans la commune de Scherwiller et se jette  dans l'Andlau à Fegersheim, après avoir traversé 20 communes. 
Le ruisseau Schernetz, d'une longueur de 18 km, prend sa source dans la commune de Reichsfeld et se jette  dans la Scheer à Kertzfeld, après avoir traversé sept communes. 

#### Gestion et qualité des eaux
Le territoire communal est couvert par le schéma d'aménagement et de gestion des eaux (SAGE) « Ill Nappe Rhin ». Ce document de planification concerne la nappe phréatique rhénane, les cours d'eau de la plaine d'Alsace et du piémont oriental du Sundgau, les canaux situés entre l'Ill et le Rhin et les zones humides de la plaine d'Alsace. Le périmètre s’étend sur 3 596 km2. Il a été approuvé le 17 janvier 2005. La structure porteuse de l'élaboration et de la mise en œuvre est la région Grand Est. 
La qualité des cours d’eau peut être consultée sur un site dédié géré par les agences de l’eau et l’Agence française pour la biodiversité. 

### Climat
Pour des articles plus généraux, voir Climat du Grand Est et Climat du Bas-Rhin.
En 2010, le climat de la commune est de type climat des marges montargnardes, selon une étude du Centre national de la recherche scientifique s'appuyant sur une série de données couvrant la période 1971-2000. En 2020, Météo-France publie une typologie des climats de la France métropolitaine dans laquelle la commune est exposée à un climat semi-continental et est dans une zone de transition entre les régions climatiques « Vosges » et « Alsace ». 
Pour la période 1971-2000, la température annuelle moyenne est de 10,6 °C, avec une amplitude thermique annuelle de 17,8 °C. Le cumul annuel moyen de précipitations est de 591 mm, avec 7,5 jours de précipitations en janvier et 9,9 jours en juillet. Pour la période 1991-2020, la température moyenne annuelle observée sur la station météorologique de Météo-France la plus proche, « Le Hohwald_sapc », sur la commune du Hohwald à 12 km à vol d'oiseau, est de 8,8 °C et le cumul annuel moyen de précipitations est de 1 129,1 mm. 
La température maximale relevée sur cette station est de 35,6 °C, atteinte le 25 juillet 2019 ; la température minimale est de −20,5 °C, atteinte le 7 février 1991,,. 
Les paramètres climatiques de la commune ont été estimés pour le milieu du siècle (2041-2070) selon différents scénarios d'émission de gaz à effet de serre à partir des nouvelles projections climatiques de référence DRIAS-2020. Ils sont consultables sur un site dédié publié par Météo-France en novembre 2022.

### Voies de communications et transports

#### Voies routières
- Commune desservie par la A35, sorties 13 et 16b.
- Routes départementales D5; D129; D215[17].
- Aménagement d'aires de repos le long de l'A.35 à Saint-Pierre et Stotzheim[18].

#### Transports en commun
- Lignes de Bus Barr, Sélestat[19].

#### SNCF

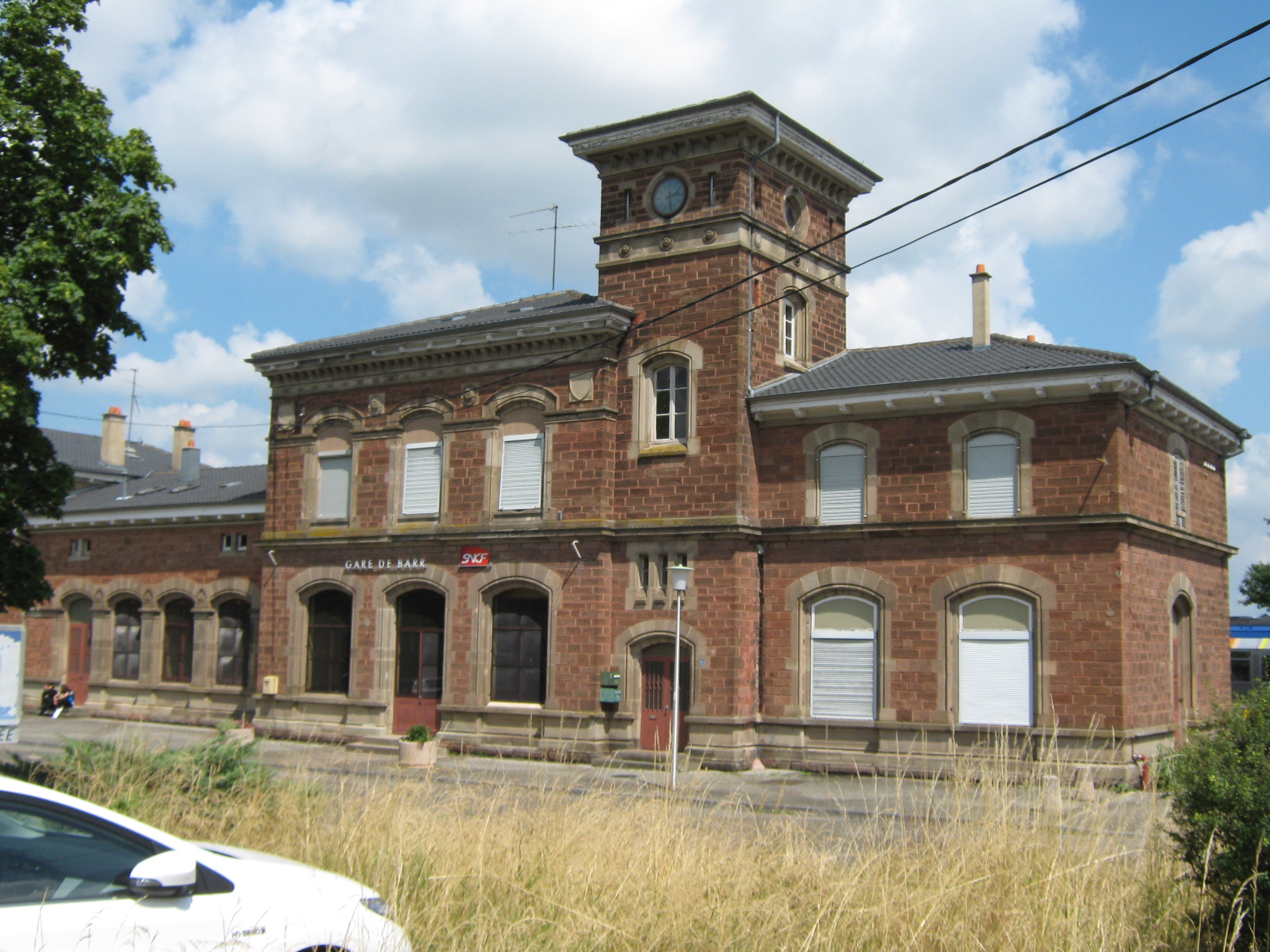
Gare de Barr.

- Gare d'Epfig,
- Gare de Barr,
- Gare d'Eichhoffen,
- Gare de Gertwiller,
- Gare de Kogenheim.

#### Transports aériens
- Aéroport de Strasbourg-Entzheim[20].

### Intercommunalité
Commune membre de la communauté de communes du Pays de Barr, anciennement dénommée Communauté de communes Barr-Bernstein.

## Urbanisme

### Typologie
Au 1er janvier 2024, Stotzheim est catégorisée bourg rural, selon la nouvelle grille communale de densité à sept niveaux définie par l'Insee en 2022.
Elle est située hors unité urbaine. Par ailleurs la commune fait partie de l'aire d'attraction de Strasbourg (partie française), dont elle est une commune de la couronne,. Cette aire, qui regroupe 268 communes, est catégorisée dans les aires de 700 000 habitants ou plus (hors Paris),.

### Occupation des sols
L'occupation des sols de la commune, telle qu'elle ressort de la base de données européenne d’occupation biophysique des sols Corine Land Cover (CLC), est marquée par l'importance des territoires agricoles (77 % en 2018), une proportion sensiblement équivalente à celle de 1990 (77,4 %). La répartition détaillée en 2018 est la suivante : 
terres arables (74,1 %), forêts (16,6 %), zones urbanisées (6,4 %), zones agricoles hétérogènes (1,7 %), cultures permanentes (1,2 %). L'évolution de l’occupation des sols de la commune et de ses infrastructures peut être observée sur les différentes représentations cartographiques du territoire : la carte de Cassini (XVIIIe siècle), la carte d'état-major (1820-1866) et les cartes ou photos aériennes de l'IGN pour la période actuelle (1950 à aujourd'hui).

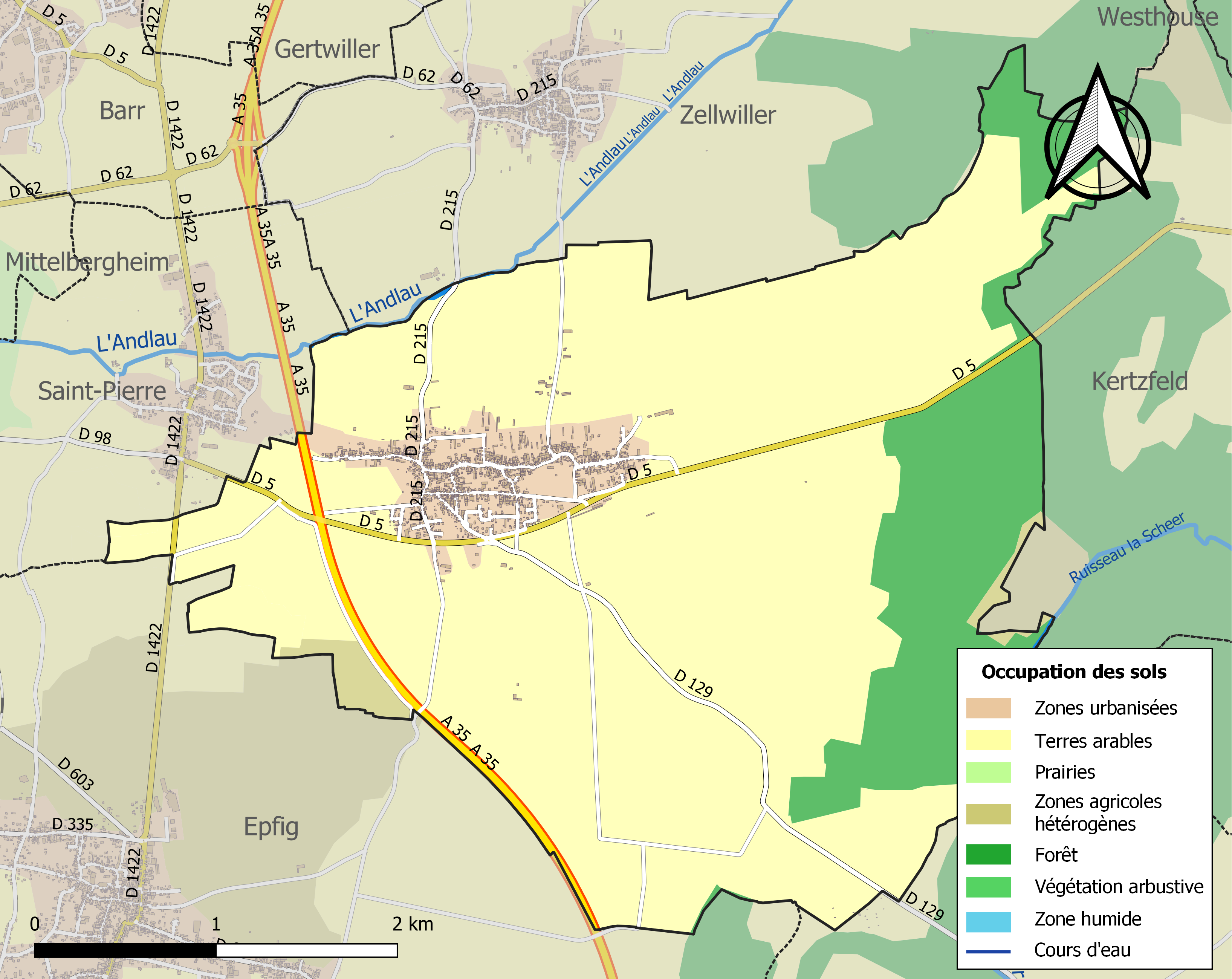
Carte des infrastructures et de l'occupation des sols de la commune en 2018 (CLC).

## Économie

### Entreprises et commerces

#### Agriculture
- Les habitants vivent de la culture, du tabac notamment.
- Agriculteurs, Culture et élevage.
- Société coopérative agricole Cuma des terroirs, spécialisée dans le secteur d'activité de la location et location-bail de machines et équipements agricoles[26].

#### Tourisme
- Gîtes, Chambres d'hôtes[27].
- Restaurants à Barr.
- Camping à Saint-Pierre.

#### Commerces
- boulangerie-pâtisserie.
- Commerces de proximité à Saint-Pierre, Epfig, Zellwiller.

### Toponymie
- Stozzezswilare, 783 ;
- Stozzeswilla, 787 ;
- Stotesheim, 824.

## Histoire
Le village est mentionné la première fois  en 783. À partir de 1314, il passe à l'évêché de Strasbourg. Le village est pillé dès 1444 par les Armagnacs. Il est incendié en 1622 par les troupes du comte de Mansfield[Lequel ?]. L'église et la mairie datent des années 1830. Les écoles sont également construites au XIXe siècle par Antoine Ringeisen. La commune, qui s'étend le long du Muhlbach, canal de dérivation de l'Andlau, est situé dans la plaine et vit de ses cultures, de tabac notamment.
Frère Albert Pfleger été admis parmi les 4281 Justes parmi les nations de France pour avoir sauvé des personnes juives persécutées par le régime nazi et le gouvernement de Vichy.

### Héraldique
| Blason de Stotzheim | Blason  | D'azur aux trois écots d'or, celui du centre plus gros, plantés en pal sur une terrasse de gueules. |
| Blason de Stotzheim | Détails | |

## Politique et administration

### Budget et fiscalité 2021

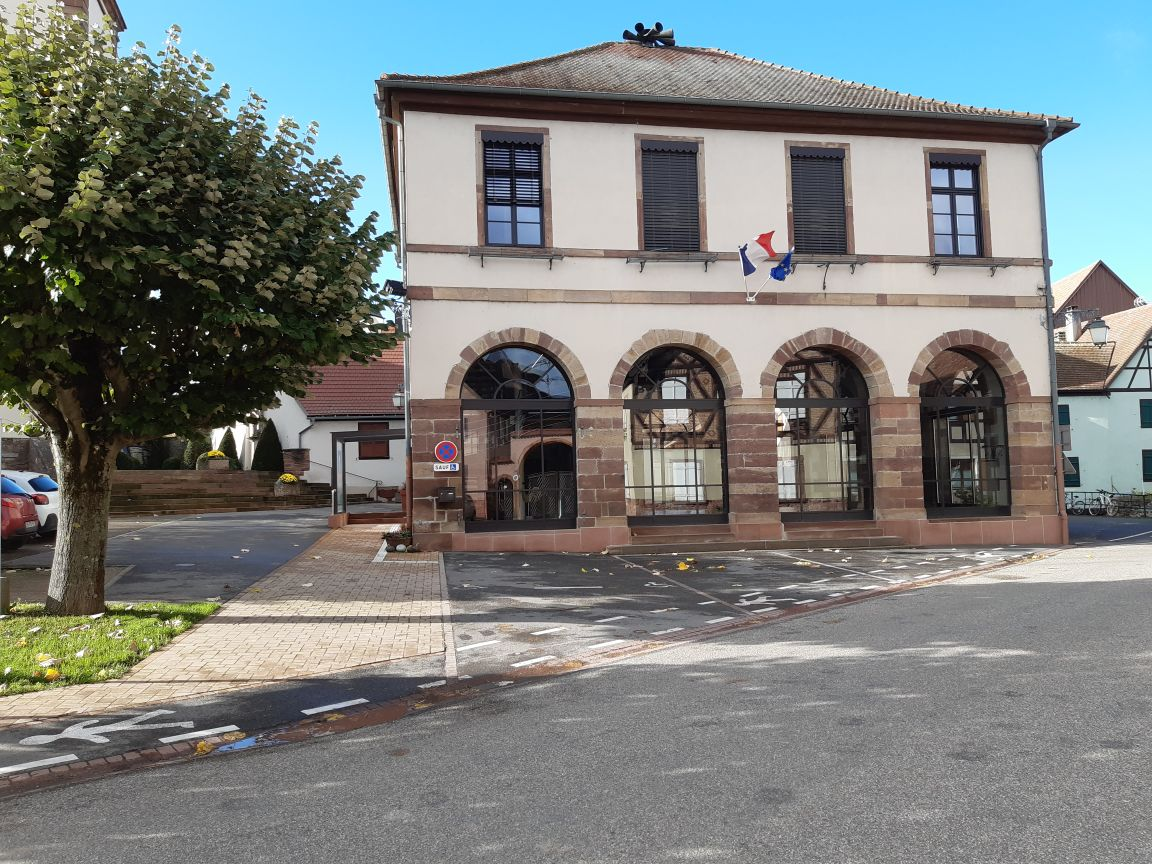
Hôtel de ville de Stotzheim.

En 2018, le budget de la commune était constitué ainsi :
- total des produits de fonctionnement : 716 000 €, soit 645 € par habitant ;
- total des charges de fonctionnement : 560 000 €, soit 504 € par habitant ;
- total des ressources d'investissement : 249 000 €, soit 225 € par habitant ;
- total des emplois d'investissement : 171 000 €, soit 154 € par habitant ;
- endettement : 375 000 €, soit 338 € par habitant.

Avec les taux de fiscalité suivants :
- taxe d'habitation : 13,23 % ;
- taxe foncière sur les propriétés bâties : 19,45 % ;
- taxe foncière sur les propriétés non bâties : 37,04 % ;
- taxe additionnelle à la taxe foncière sur les propriétés non bâties : 0,00 % ;
- cotisation foncière des entreprises : 0,00 %.

Chiffres clés Revenus et pauvreté des ménages en 2020 : médiane en 2020 du revenu disponible, par unité de consommation : 24 990 €.

### Liste des maires
| Période                                  | Période                   | Identité                                          | Étiquette | Qualité |
| ---------------------------------------- | ------------------------- | ------------------------------------------------- | --------- | ------- |
| Les données manquantes sont à compléter. |                           |                                                   |           |         |
| mars 2001                                | mars 2008                 | Jacques Frindel                                   |           |         |
| mars 2008                                | En cours (au 31 mai 2020) | Jean-Marie Koenig, Réélu pour le mandat 2020-2026 |           |         |

### Jumelages
- Ortenberg (Bade-Wurtemberg) (Allemagne) depuis 1965.

Le jumelage est établi en 1965 par l'initiative du curé Joseph Muller entre les deux communautés religieuses. En 1985, il s'élargit aux municipalités par acte officiel.
Les anniversaires du jumelage sont célébrés tous les cinq ans en alternant le lieu de la célébration, soit à Stotzheim, soit à Ortenberg.

## Population et société

### Démographie

#### Évolution démographique
L'évolution du nombre d'habitants est connue à travers les recensements de la population effectués dans la commune depuis 1793. Pour les communes de moins de 10 000 habitants, une enquête de recensement portant sur toute la population est réalisée tous les cinq ans, les populations de référence des années intermédiaires étant quant à elles estimées par interpolation ou extrapolation. Pour la commune, le premier recensement exhaustif entrant dans le cadre du nouveau dispositif a été réalisé en 2008.

En 2022, la commune comptait 1 105 habitants, en évolution de +7,18 % par rapport à 2016 (Bas-Rhin : +3,17 %, France hors Mayotte : +2,11 %).
| 1793  | 1800  | 1806  | 1821  | 1831  | 1836  | 1841  | 1846  | 1851  |
| ----- | ----- | ----- | ----- | ----- | ----- | ----- | ----- | ----- |
| 1 157 | 1 233 | 1 338 | 1 568 | 1 726 | 1 799 | 1 723 | 1 720 | 1 770 |

| 1856  | 1861  | 1866  | 1871  | 1875  | 1880  | 1885  | 1890  | 1895  |
| ----- | ----- | ----- | ----- | ----- | ----- | ----- | ----- | ----- |
| 1 796 | 1 764 | 1 681 | 1 609 | 1 493 | 1 495 | 1 443 | 1 385 | 1 369 |

| 1900  | 1905  | 1910  | 1921  | 1926  | 1931  | 1936  | 1946  | 1954  |
| ----- | ----- | ----- | ----- | ----- | ----- | ----- | ----- | ----- |
| 1 361 | 1 329 | 1 299 | 1 155 | 1 071 | 1 061 | 1 066 | 1 040 | 1 026 |

| 1962  | 1968  | 1975  | 1982  | 1990 | 1999 | 2006  | 2008  | 2013  |
| ----- | ----- | ----- | ----- | ---- | ---- | ----- | ----- | ----- |
| 1 002 | 1 021 | 1 072 | 1 005 | 953  | 960  | 1 021 | 1 038 | 1 008 |

| 2018  | 2022  | - | - | - | - | - | - | - |
| ----- | ----- | - | - | - | - | - | - | - |
| 1 096 | 1 105 | - | - | - | - | - | - | - |

### Enseignement
Établissements d'enseignements :
- École maternelle,
- École primaire,
- Collèges à Barr,
- Lycées à Barr.

### Santé
- Médecins à Stotzheim, Saint-Pierre[39].
- Pharmacies à Epfig, Barr.
- Hôpitaux à Epfig, Barr, Dambach-la-Ville, Benfeld, Obernai[40].

### Cultes
- Culte catholique, Communauté de paroisses : du Piémont et de la Plaine de Barr[41], Diocèse de Strasbourg.

## Culture locale et patrimoine

### Lieux et monuments

#### Église Saint-Nicolas (1765)
L'église actuelle construite en 1765 fait suite à un autre édifice érigé en 1626 qui a été démolie pour la remplacer par une église plus grande. Le mobilier est alors entièrement renouvelé. Le maître-autel à baldaquin est réalisé par le menuisier Scharmatt. Le tableau de saint Nicolas[Lequel ?] exposé dans l'église est une œuvre du peintre Jacob Erhart de Sélestat. Le tombeau d'autel provient de Pontarlier (Doubs) et le tabernacle de Lachapelle-sous-Chaux (Territoire de Belfort). Martin Feuerstein natif de Barr décore de grisailles les lambris du chœur, en 1875. Dans le mur Nord de la nef est encastrée la dalle funéraire de Jean-Frédéric de Schwengsfeld (1719-1783), général de brigade puis maréchal de camp au cours de la campagne de Bohême et pendant la guerre de Sept Ans. Dans un buffet d'orgue de 1751 dû au célèbre Jean-André Silbermann, classé Monument Historique et provenant du couvent des Franciscains de Sélestat, est installé un instrument, à traction pneumatique, de Martin et Joseph Rinckenbach de 1904.

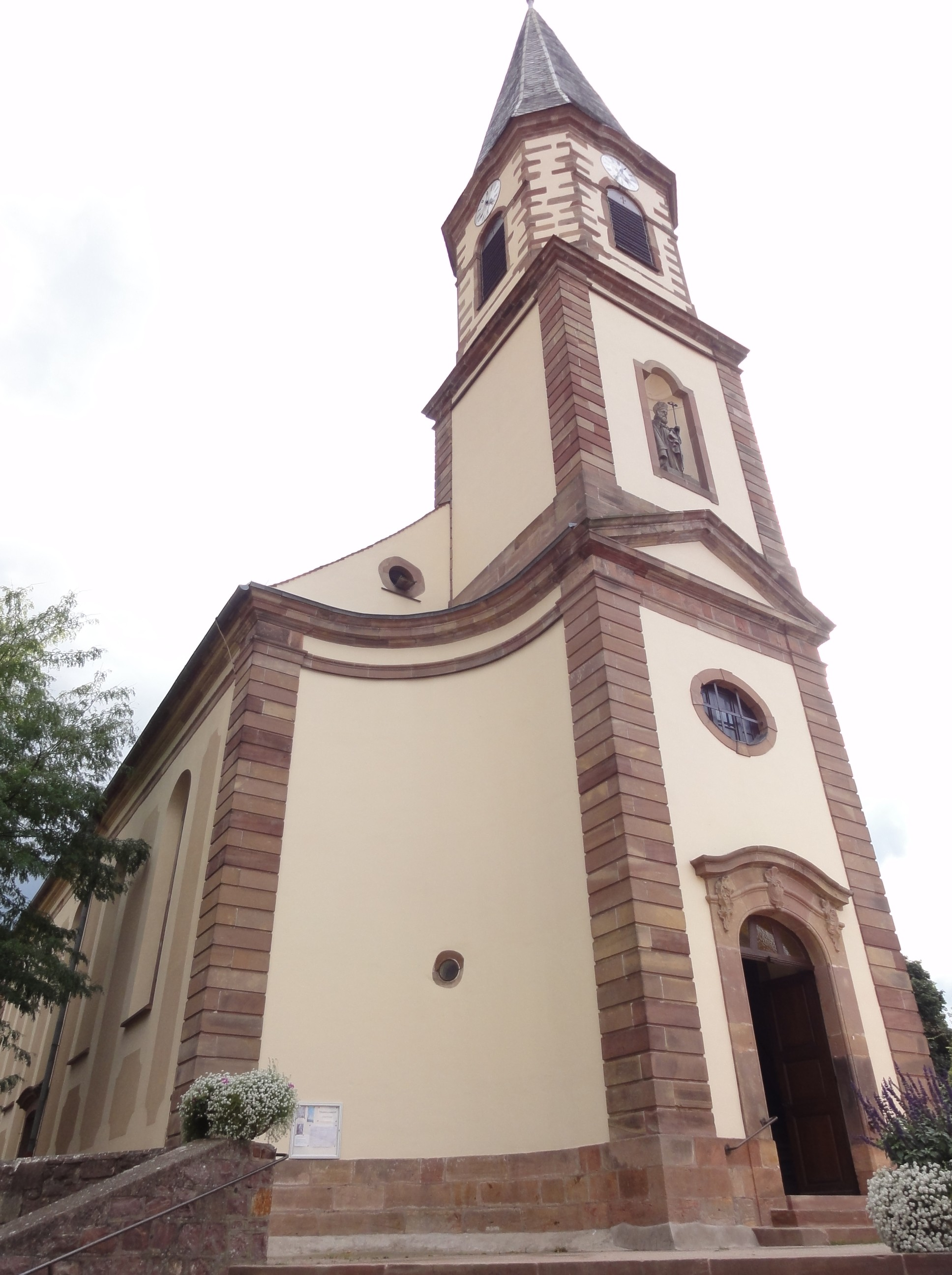
Église Saint-Nicolas.
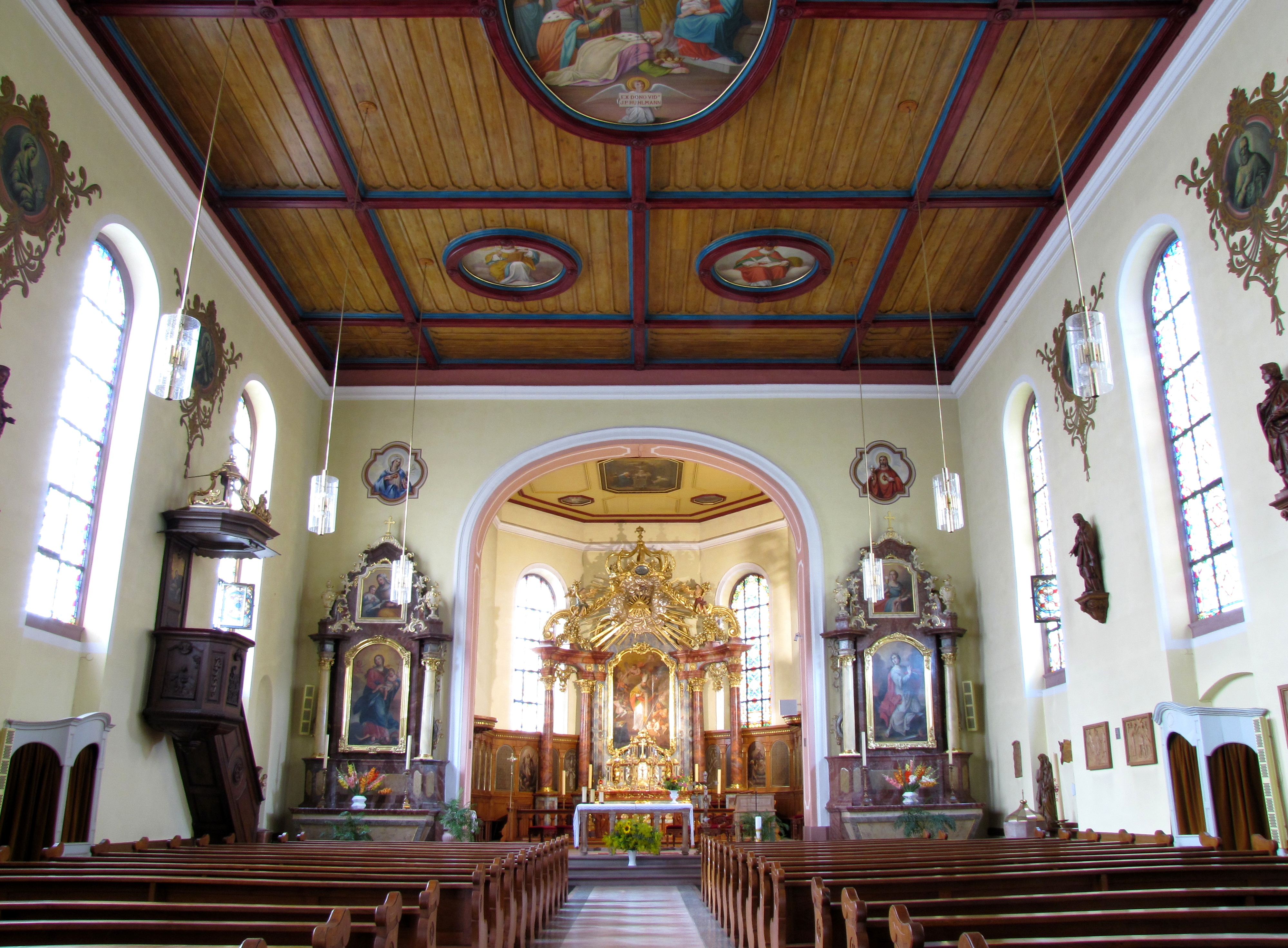
Vue intérieure de la nef vers le chœur.
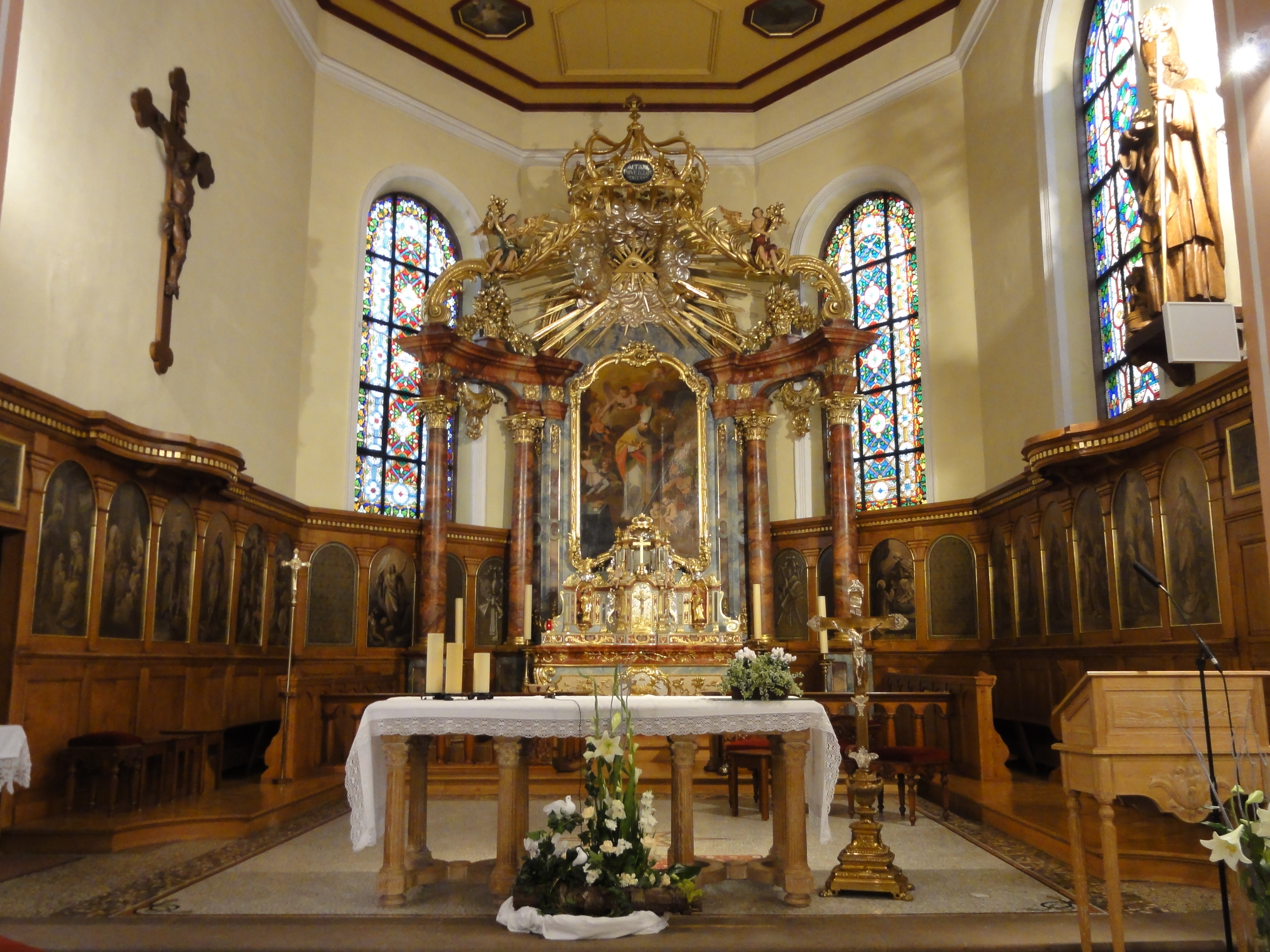
Chœur et maître-autel (1773).
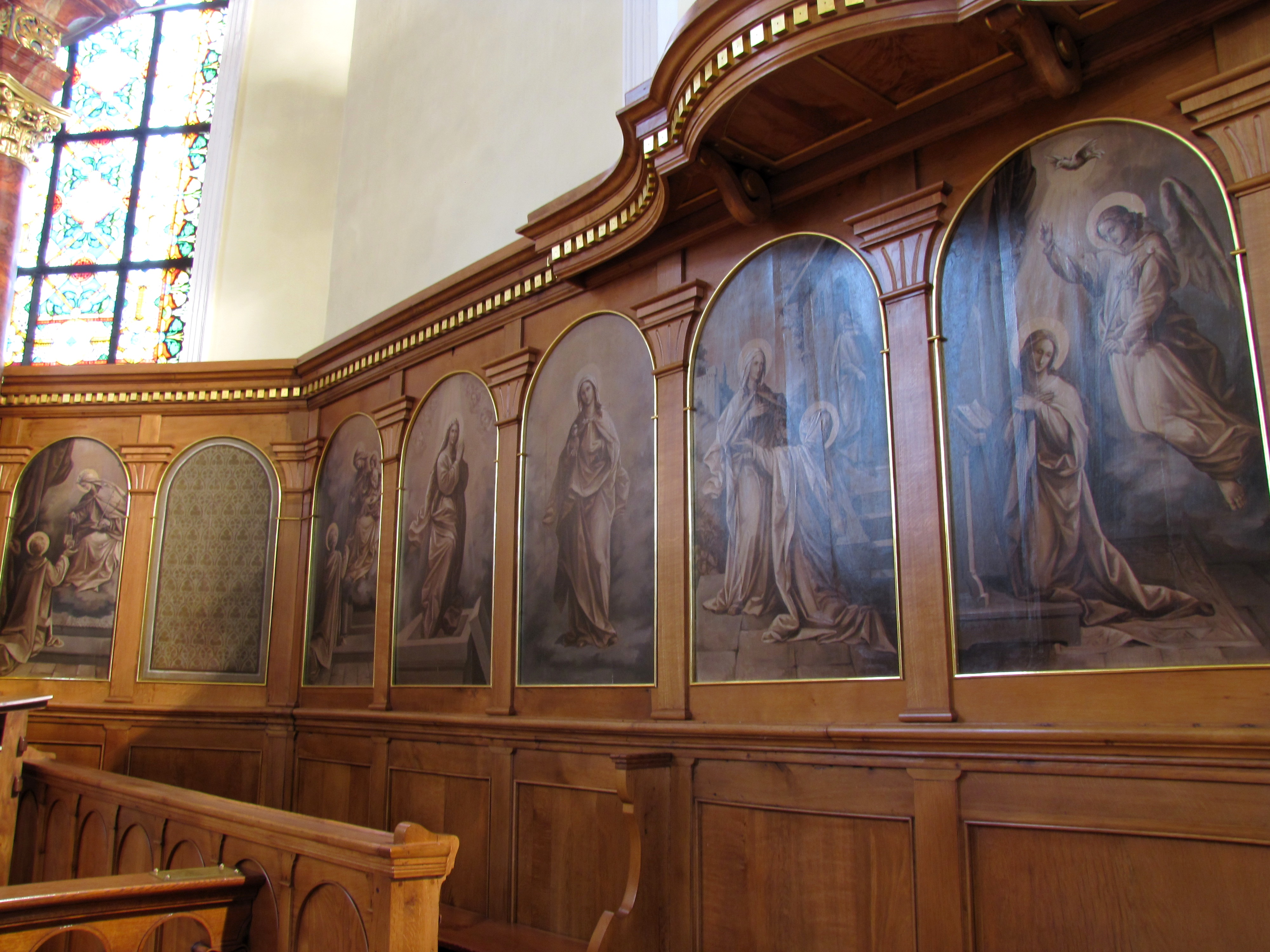
Lambris de demi-revêtement du chœur (1875).
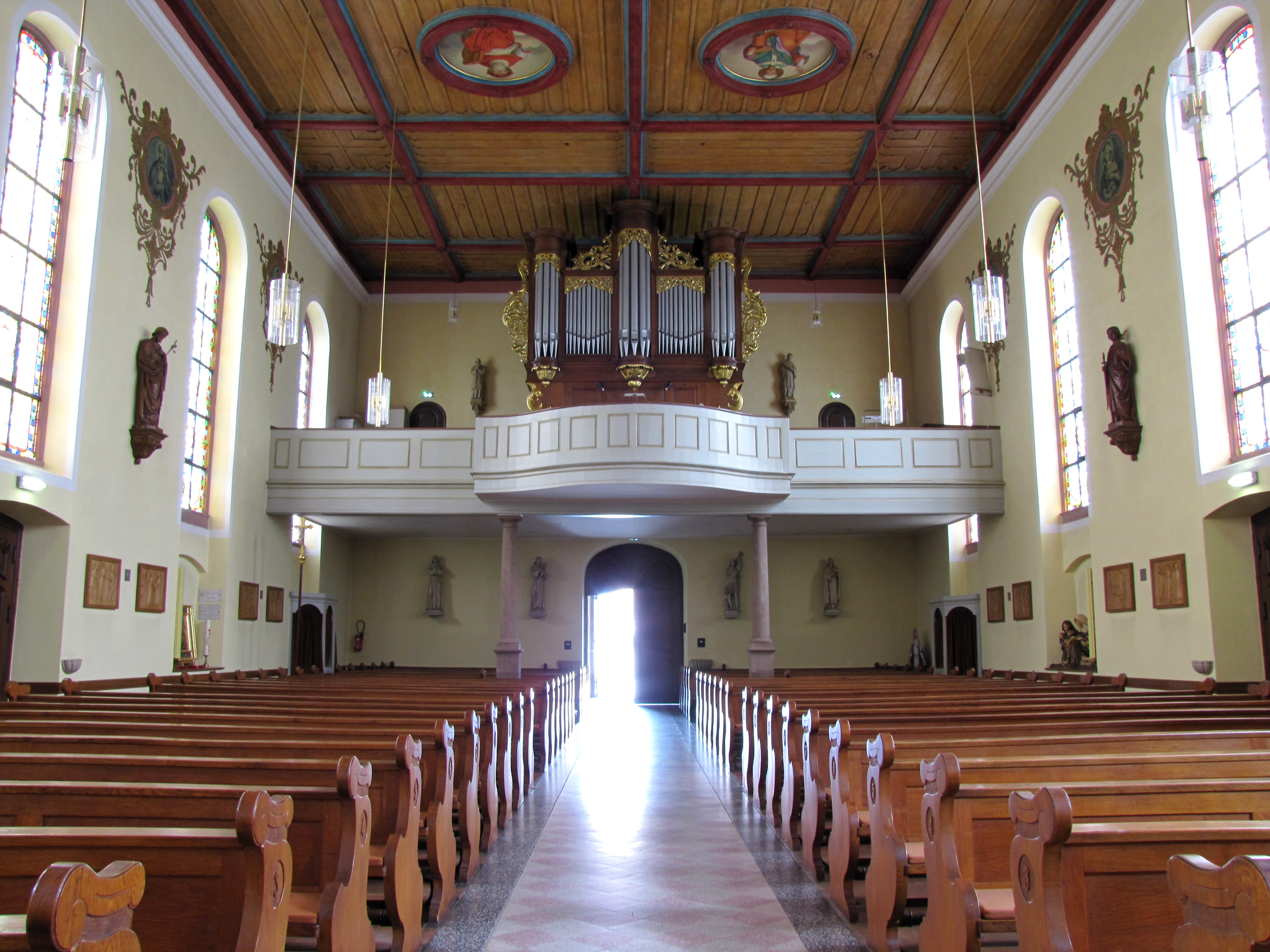
Vue intérieure de la nef vers la tribune d'orgue.
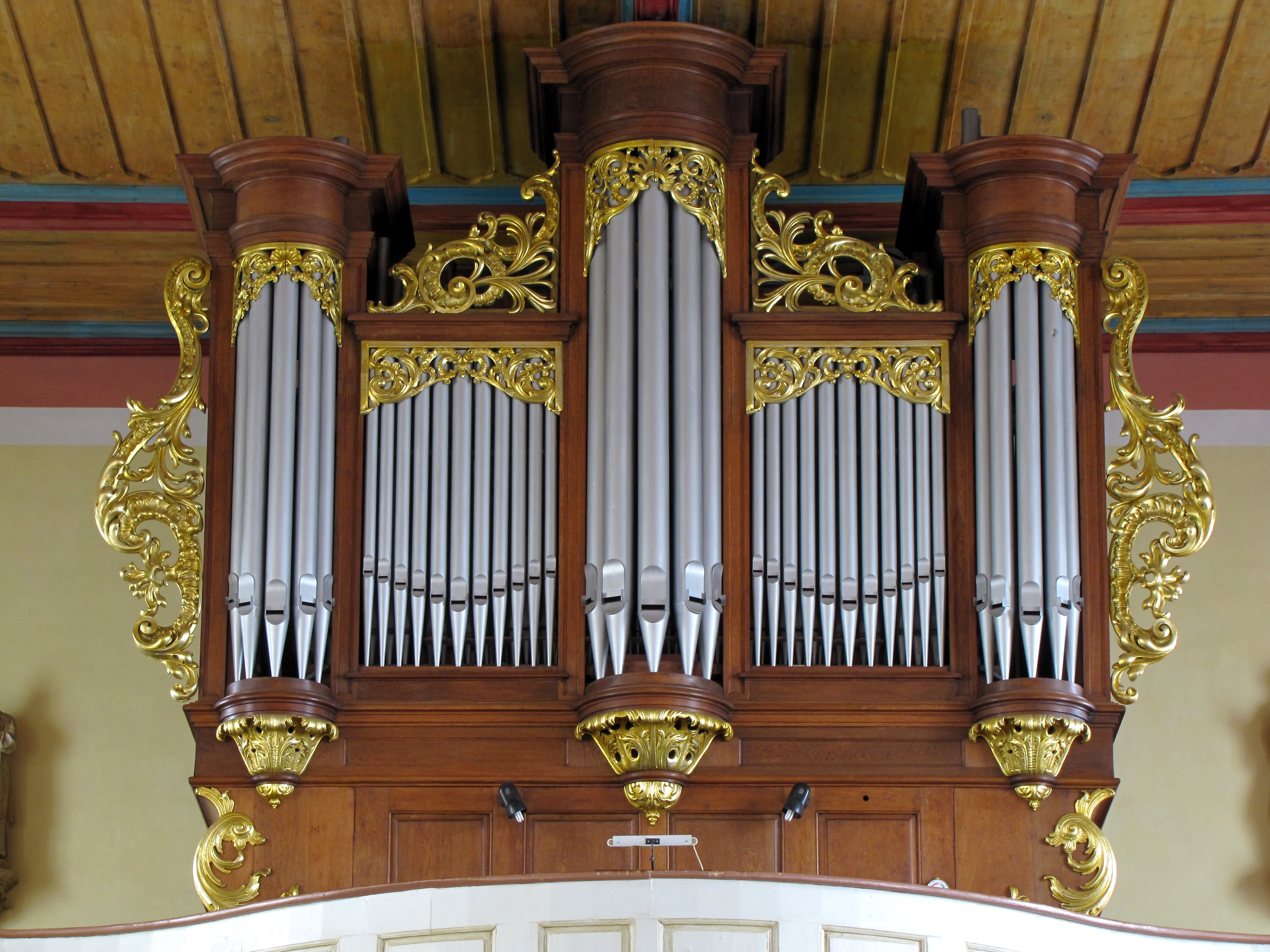
Orgue J.A.Silbermann-Rinckenbach (buffet de 1751).

#### Ancienne synagogue
La synagogue, inaugurée en 1837, est désaffectée depuis 1939,,,,.

#### Moulin Gelb
Ce moulin d'époque inconnue a été reconstruit au XVIIIe siècle. La roue à aubes et le rez-de-chaussée ont été conservés puis restaurés. L'étage en revanche a été reconverti en séchoir à tabac puis supprimé. Au XXe siècle, la commune ne comptera plus que cinq moulins aménagés,,,,.

#### Château de Grunstein

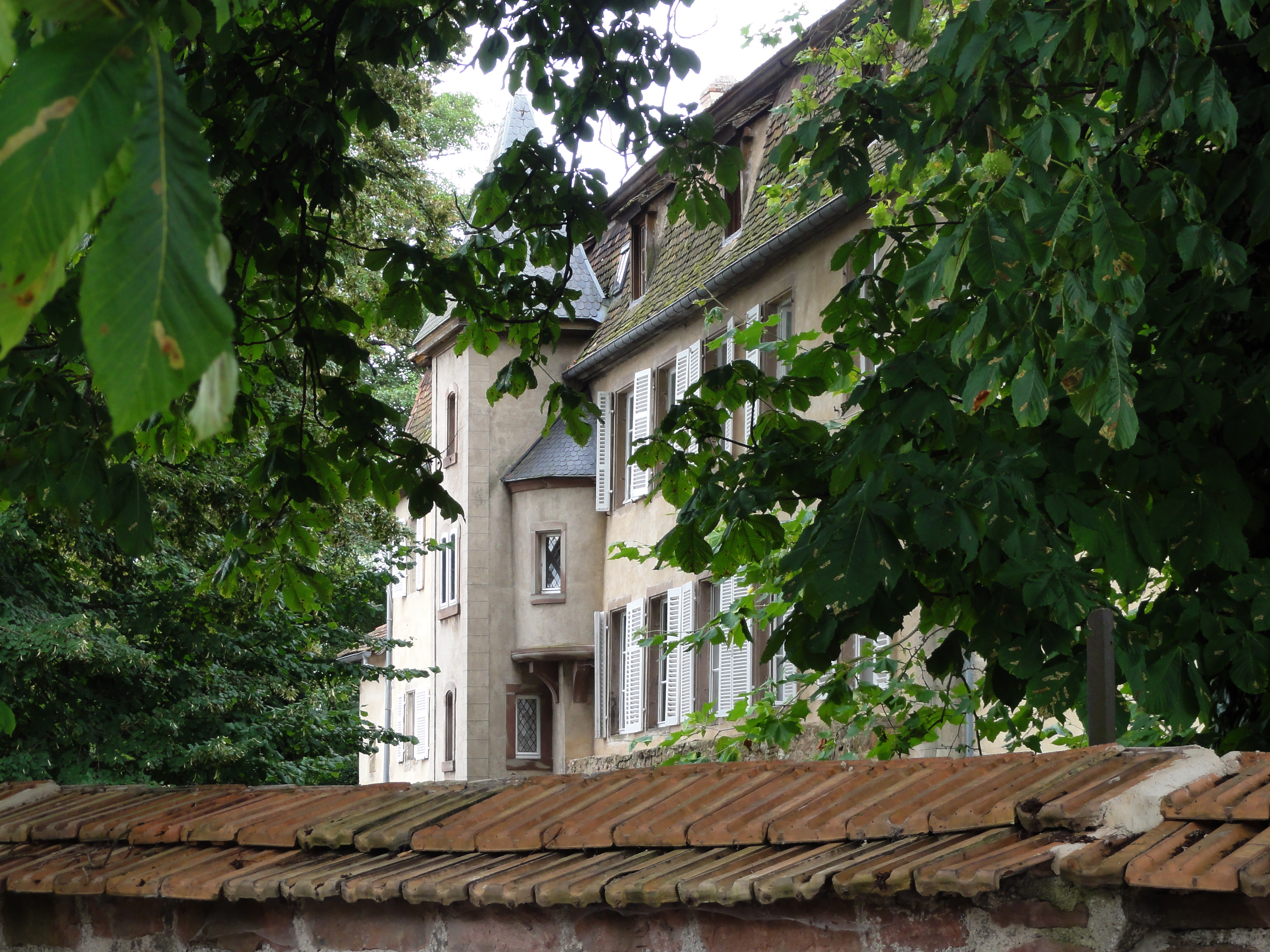
Château de Grunstein.

Il existait sans doute deux châteaux à Stotzheim. L'un des châteaux, peut-être sur motte daté du XIIIe siècle était connu sous le nom de Schollenhof. Le second dénommé Grunstein a été construit dans sa basse-cour au XVe siècle. Il est toujours entouré de fossés, rectangulaire, mêlé de styles différents qui sont le résultat d'aménagements successifs,,.

#### Château d'Andlau
Château du Haut-Village ou château d'Andlau,.

#### Chapelle de la famille d'Andau (1826)
Les comtes d'Andlau font reconstruire l'ancienne chapelle du Rosaire tombée en ruine et en font une chapelle funéraire. Dans le mur de la chapelle est intégré dans le mur de la façade, un calvaire sans doute récupéré de l'ancienne chapelle. La chapelle de la famille d'Andlau abrite une série de cinq tableau du XIXe siècle, peints à l'huile sur marbre blanc,.

#### La chapelle funéraire du Sacré-Cœur et la statue du Christ de Résurrection
La chapelle funéraire du Sacré-Cœur dans le cimetière, abritant les tombes des prêtres de la commune, et la statue du Sacré-Cœur de Jésus offerte par le jésuite Charles, fils aîné du comte d'Andlau,.

#### Hôtel du Lion d'Or  (1884)
L'originalité de cet édifice tient au décor de sa façade. Les motifs géométriques ainsi que de la date indiquée (1884) sont en effet entièrement constitués par le jeu de la brique rouge et jaune et du pan de bois.

### Personnalités liées à la commune
- Nicolas Ziegler, l'un des chefs de la confédération du Bundschuh, était né dans cette commune.

## Pour approfondir